# Marduk-apla-iddina II.
Marduk-apla-iddina II. (biblický Merodach-baladan, také nazývaný Marduk-baladan, Baladan nebo Berodak-baladan, v překladu znamenající Marduk daroval dědice) byl chaldejským princem, který se zmocnil babylonského trůnu roku 721 př. n. l. a vládl v letech 722–710 př. n. l., a poté krátce 703–702 př. n. l.
Je také znám jako jeden z králů, kteří udrželi nezávislost Babylonu i proti rostoucí vojenské síle asyrského impéria.
Novoasyrský vládce Sargon II. porazil Marduk-apla-iddinovi spojence v Aramu a Izraeli a nakonec se mu podařilo donutit Marduk-apla-iddina k útěku z Babylonu (asi 710 př. n. l.). Po Sargonově smrti se Marduk-apla-iddina vrací z vyhnanství v Elamu a podněcuje Aramejce v Babylonii k povstání proti Asyřanům. Dokázal se znovu zmocnit babylonského trůnu a pokoušel se chaldejskou říši zkonsolidovat a zesílit. Jeho druhá vláda však trvala jen devět měsíců, poté byl poražen u města Kiš vojsky Senacheriba. Podařilo se mu znovu uprchnout do Elamu, kde po několika letech exilu zemřel.
V Přímoří se po jeho smrti ujal vlády jeho syn Nabu-zer-kiti-lišir, který r. 678 př. n. l. vedl další protiasyrské povstání, byl poražen a zabit.